# Districtul At Samat
At Samat (în thailandeză อาจสามารถ) este un district (Amphoe) din Provincia Roi Et, Thailanda.

## Geografie
Districtul este situat în centrul provinciei Roi Et. Districtele vecine sunt Districtul Thawat Buri, Districtul Thung Khao Luang, Districtul Selaphum, Districtul Phanom Phrai, Districtul Suwannaphum, Districtul Mueang Suang, Districtul Chaturaphak Phiman (la un singur punct) și Districtul Mueang Roi Et.

## Istorie
Districtul a fost fondat în 1897 ca Sabut (สระบุศย์). În 1913 a fost renumit la At Samat.
În ianuarie 2006 prim-ministrul Thaksin Shinawatra a ales At Samat ca district model pentru misiunea sa de a eradica sărăcia. El a vizitat districtul și a condus un atelier de cinci zile. Întregul eveniment a fost prezentat ca un reality show de televiziune numit "În culise: Prim-ministrul".

## Administrație
Districtul este subdivizat în 10 subdistricte (tambon), care sunt subdivizate în 138 sate (muban). At Samat are statut de oraș (thesaban tambon) și încojoară părți al tambon-ului At Samat. Fiecare tambon este administrat de o organizație administrativă al tambon-ului.
| Număr | Nume           | Thailandeză | Sate | Locuitori |  |
| ----- | -------------- | ----------- | ---- | --------- |  |
| 1.    | At Samat       | อาจสามารถ   | 17   | 10,598    |  |
| 2.    | Phon Mueang    | โพนเมือง     | 16   | 9,219     |  |
| 3.    | Ban Chaeng     | บ้านแจ้ง      | 9    | 5,670     |  |
| 4.    | Nom            | หน่อม        | 13   | 6,983     |  |
| 5.    | Nong Muen Than | หนองหมื่นถ่าน  | 17   | 9,183     |  |
| 6.    | Nong Kham      | หนองขาม     | 19   | 10,400    |  |
| 7.    | Hora           | โหรา        | 14   | 7,628     |  |
| 8.    | Nong Bua       | หนองบัว      | 10   | 4,557     |  |
| 9.    | Khilek         | ขี้เหล็ก       | 12   | 4,815     |  |
| 10.   | Ban Du         | บ้านดู่        | 11   | 5,658     |  |